# Hrvatski atletski savez
La Hrvatski atletski savez (HAS, in italiano Federazione Croata di Atletica Leggera) è una federazione sportiva che ha il compito di promuovere la pratica dell'atletica leggera e coordinarne le attività dilettantistiche ed agonistiche in Croazia.
Fu fondata nel 1992 dopo l'indipendenza croata dalla Jugoslavia e si affiliò alla World Athletics nello stesso anno. Ha sede ad Zagabria ed è affiliata anche alla European Athletic Association e al Comitato Olimpico Croato. Prima dell'indipendenza della Croazia, l'atletica leggera faceva capo alla Atletski Savez Jugoslavije (federazione jugoslava di atletica leggera).